# Cerchia dei Navigli
La Cerchia dei Navigli era il fossato difensivo allagabile delle mura medievali di Milano, la cui parte sud-est è stata trasformata in Naviglio, ovvero in un canale navigabile. Per tale motivo era anche conosciuto come Naviglio Interno, Fossa Interna o Cerchia Interna. Lungo 6,5 km e largo 9 m nella sua parte navigabile, è stato completamente interrato in ottemperanza al Piano Beruto, primo piano regolatore di Milano, a partire dal 16 marzo 1929 con i lavori che si sono conclusi nell'anno successivo. La Cerchia dei Navigli, nel complesso, era un anello d'acqua che racchiudeva il centro storico medievale di Milano, da cui il nome.

## Descrizione
Realizzato come fossato difensivo a partire dal 1156 e trasformato in Naviglio nella sua parte sud-est tra il 1387 e il 1496 grazie ai lavori di canalizzazione e ampliamento voluti dai Visconti e dagli Sforza, era il raccordo del sistema dei Navigli di Milano. L'unica parte della Cerchia dei Navigli che rimase semplice fossato non navigabile fu quella verso il Castello Sforzesco, ovvero il tratto situato a nord-ovest: la sua funzione restò infatti quella di portare acqua al fossato del castello. I due rami della Cerchia dei Navigli che si dirigevano verso il Castello Sforzesco erano chiamati Naviglio di San Gerolamo (quello che scendeva dal vertice meridionale della fortificazione lungo via Carducci) e Naviglio Morto (quello che scendeva dal suo vertice settentrionale lungo via Pontaccio).

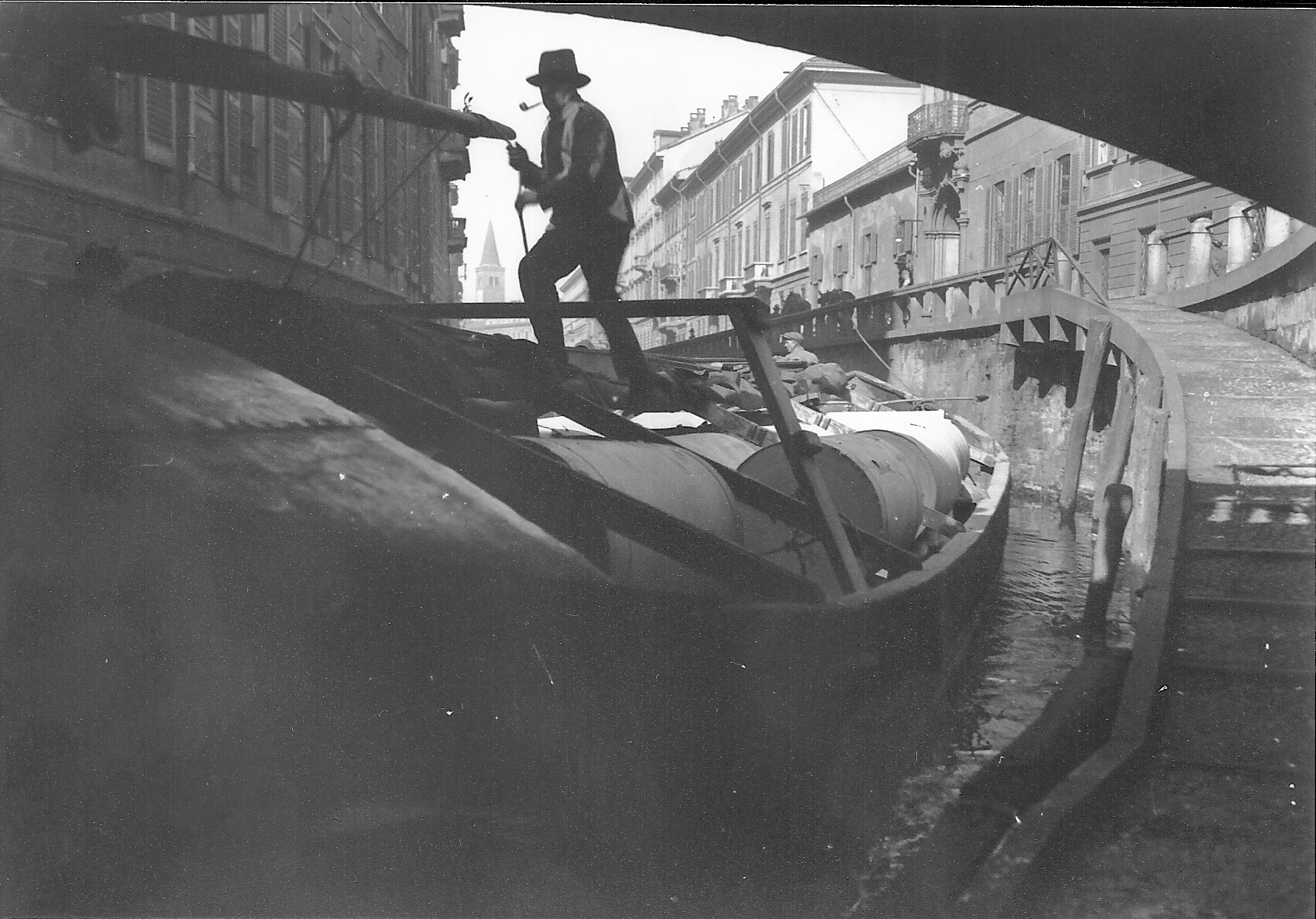
Un barcone carico di bobine di carta per il Corriere della Sera entra in via Fatebenefratelli, lungo la Cerchia dei Navigli

Come immissario la Cerchia dei Navigli aveva il laghetto di San Marco, che era originato dal Naviglio di San Marco (ovvero dall'ultimo tratto del Naviglio della Martesana, che cambiava nome in Naviglio di San Marco dopo la Conca dell'Incoronata), mentre come emissari aveva il Naviglio Vallone, che poi confluiva nella Darsena di Porta Ticinese, e un canale scolmatore che scaricava l'eventuale portata in eccesso della Cerchia dei Navigli nella Vettabbia. Con l'interramento della Cerchia dei Navigli, il Naviglio della Martesana è stato interamente deviato verso il Cavo Redefossi: in precedenza quest'ultimo ne rappresentava semplicemente un canale scolmatore, visto che la gran parte della portata del Naviglio della Martesana fluiva all'interno della Cerchia dei Navigli. La parte del Naviglio della Martesana/Naviglio di San Marco dopo il Cavo Redefossi, così come il Naviglio Vallone e il laghetto di San Marco, furono interrati contestualmente agli analoghi lavori di chiusura della Cerchia dei Navigli.
Con il termine "Cerchia dei Navigli" oggi ci si riferisce a un anello di strade che circonda il centro di Milano il cui percorso coincide in larga parte con quello del Naviglio Interno. È in corso un progetto che ha l'obiettivo di ripristinare l'antico canale navigabile (quindi solamente la parte sud-est dello storico canale milanese) lungo la Cerchia dei Navigli stradale.

## Storia

### La costruzione del fossato delle mura medioevali nel XII secolo
Le origini delle mura medievali di Milano risalgono al 1156, quando la città lombarda era in guerra con Federico Barbarossa. Fu Guglielmo da Guintellino, ingegnere militare genovese al servizio dei milanesi, a progettare le opere e a sovrintendere alla loro realizzazione. 
Guglielmo da Guintellino realizzò anche il loro fossato ampliando forse l'antico refossum romano, ovvero il secondo fossato delle mura romane di Milano, che correva più esterno al primo lambendo i quattro castelli che difendevano la Milano romana. Il fossato romano più interno costeggiava invece le mura.

La Cerchia dei Navigli all'altezza di San Marco. Sulla sinistra si intravede il ponticello Beatrice di via Brera (situato nei pressi della Pusterla Beatrice), mentre sulla destra, all'altezza dell'edificio visto frontalmente, nascosto dall'inquadratura, lo sbocco del laghetto di San Marco tramite l'omonima conca. Alla sinistra dell'edificio visto frontalmente iniziava il Naviglio Morto, ovvero la parte della Cerchia dei Navigli che saliva verso il vertice settentrionale del Castello Sforzesco e che era attraversato dal già citato ponticello Beatrice

La cinta muraria di Milano, quella repubblicana a sud e a ovest e l'estensione massimiana (286-305) a nord e a oriente (anche se in molti punti la città, con la crescita del centro urbano, le aveva sopravanzate), erano interamente in muratura. Alcuni importanti monumenti, soprattutto chiese e conventi, sorgevano all'esterno di esse (la basilica di Sant'Ambrogio, la basilica di San Lorenzo Maggiore, la basilica di Sant'Eufemia, la basilica di San Babila e la chiesa di San Bernardino alle Ossa, per citarne alcune), e intorno a queste si erano sviluppati insediamenti e attività.
La nuova cerchia di mura medievali fu realizzata, più ampia, nel 1156. Essa proteggeva interamente la città e captava nel suo fossato le acque del Seveso e del Nirone. Queste acque furono incanalate nel nuovo fossato a servizio delle mura, che erano larghe ventiquattro braccia; la terra di riporto ottenuta dallo scavo del fossato fu poi utilizzata per costruire imponenti bastioni (chiamati anche "terraggi") la cui localizzazione coincide con le moderne vie della Cerchia dei Navigli stradale. 
Questo sistema di difesa era strategicamente ben piazzato, ma non particolarmente efficace, dato che era costruito in terra rinforzata da palizzate ed era difeso da torri di legno. Ma questi erano i materiali di cui disponeva Milano, lontana dalle cave di pietra e priva di rilievi su cui arroccare le difese.
Federico Barbarossa, durante l'assedio di Milano del 1162, se ne impadronì e rase al suolo la città disperdendo i milanesi nei borghi limitrofi e distruggendo le mura romane, le uniche in muratura. Nel 1171, come conseguenza della distruzione del 1162, si iniziarono i lavori per la costruzione di un più efficace sistema difensivo, questa volta in muratura, dotato di un fossato allagato anche dalle acque dell'Olona, che fino ad allora era indirettamente tributario del fossato delle mura romane e che in questa occasione subì la seconda deviazione della sua storia.
La città aveva infatti da tempo un sistema idrico complesso: riceveva acque dal Seveso, dall'Acqualunga, dal Molia, dal Nirone, del Pudiga e dall'Olona; parte la penetravano, parte la circondavano o ne uscivano (il Nirone e la Vettabbia). 
Bonvesin de la Riva descrive così le mura medievali di Milano nella sua opera De magnalibus urbis Mediolani, che scrisse nel 1288:
(Bonvesin de la Riva, De magnalibus urbis Mediolani, 1288 - Pontiggia ed. Bompiani 1974.)
La fossa medievale, superata poi militarmente, fu protagonista del benessere della città, dai commerci, all'agricoltura, ecc. perché centro regolatore del sistema irriguo e delle molteplici attività che lo scorrere dell'acqua rendeva possibili: mulini, folle, torchi, magli, torcitoi. Alcune di queste attività sopravvissero anche dopo la trasformazione dell'antico fossato difensivo in un canale navigabile, che avvenne a partire dalla fine del XIV secolo. L'opera di ampliamento necessitò di diversi decenni: si concluse infatti alla fine del XV secolo.

### L'ampliamento di epoca viscontea e il trasporto dei marmi per la Fabbrica del Duomo
Fu Gian Galeazzo Visconti a iniziare imponenti lavori nel 1387 (opere portate poi avanti da Filippo Maria Visconti) rendendo l'antico fossato navigabile fino al laghetto di Santo Stefano con l'obiettivo di far giungere via acqua i marmi e i materiali indispensabili alla Fabbrica del Duomo per costruire la cattedrale milanese. Infatti, fino ad allora, le uniche imbarcazioni che navigavano i canali milanesi erano piccole chiatte. Con la decisione di farvi passare anche i barconi che trasportavano i blocchi di marmo del Duomo, nacque un problema: il pescaggio di queste imbarcazioni, che era molto più elevato rispetto a quello delle piccole chiatte che fino ad allora avevano navigato i navigli milanesi. Per tale motivo, fu necessario l'ampliamento e il dragaggio dell'antico fossato medievale.

Uno dei mulini che si trovavano lungo via Molino delle Armi. Questa strada deve il suo nome alla presenza di un antico mulino che serviva ad arrotare le armi

Le prime opere realizzate furono l'ampliamento e il dragaggio del fossato medievale dalla moderna via Molino delle Armi alla Ca' Granda, dove fu realizzato, nel 1388, il laghetto di Santo Stefano, ovvero il punto di attracco per i materiali destinati alla costruzione del Duomo, che si trovava a 500 metri dal cantiere finalizzato all'edificazione della cattedrale milanese. Dopo questi lavori l'anello d'acqua che giunse a circondare la città medievale fu chiamato Cerchia dei Navigli. 
Questi lavori portarono alla possibilità di navigare dal Lago Maggiore, dove si trovavano le cave del marmo di Candoglia, materiale con cui fu rivestito il Duomo, a Milano. Nello specifico, le imbarcazioni, dal Lago Maggiore, imboccavano il fiume Ticino, poi il Naviglio Grande e infine il laghetto di Sant'Eustorgio, da cui venivano trasportate, con molta difficoltà, via terra fino alla Cerchia dei Navigli dove venivano nuovamente caricate sui barconi proseguendo il loro percorso via acqua fino ad attraccare al laghetto di Santo Stefano. 

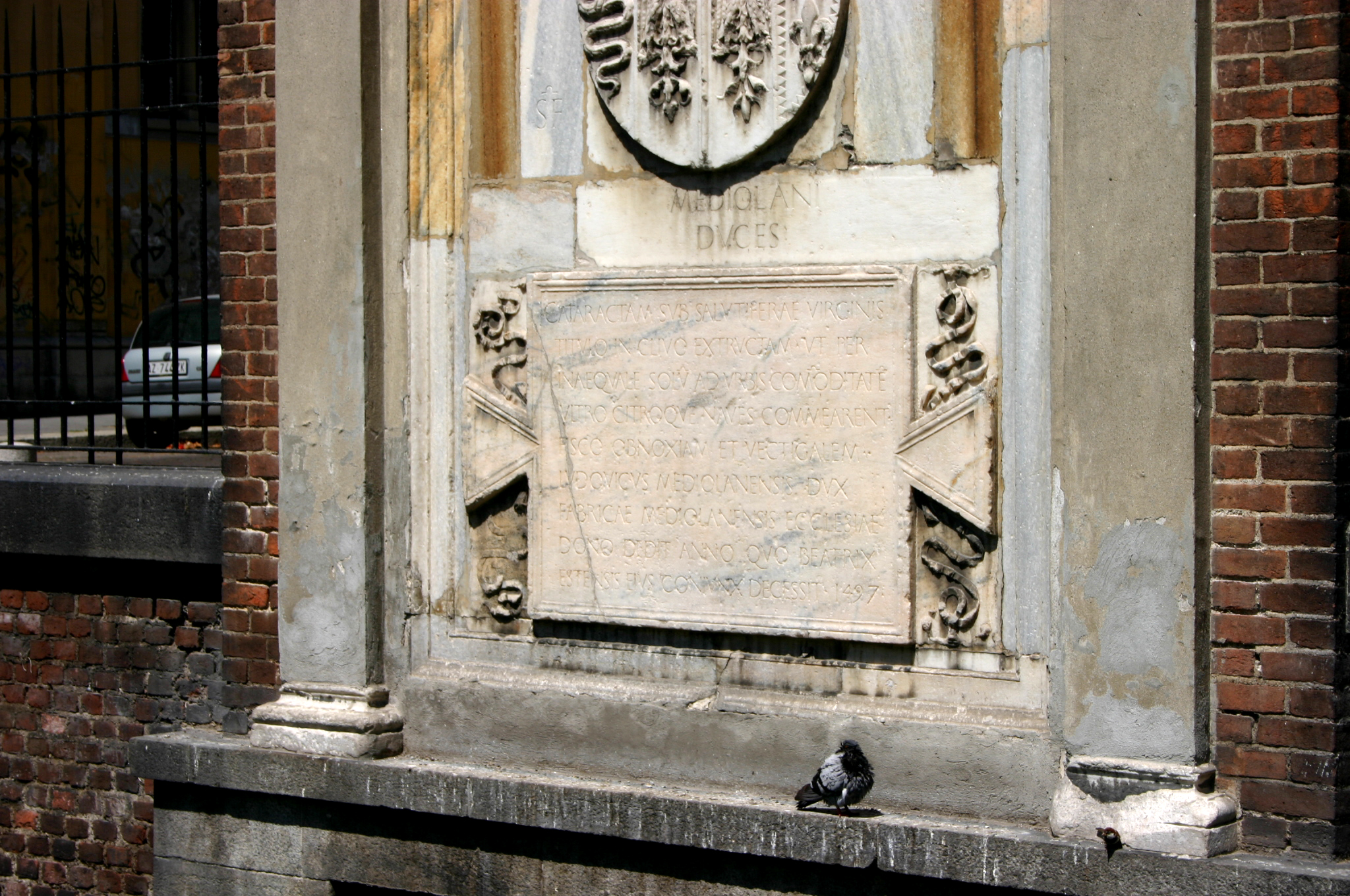
Particolare del decreto ducale posto sull'edicola presente in una delle estremità della Conca di Viarenna che garantiva l'esenzione dal dazio alle imbarcazioni che trasportavano i marmi che servivano per la costruzione del Duomo di Milano

Per quanto riguarda la navigazione dei Navigli milanesi fu decisiva la costruzione, tra il 1438 e il 1439, del Naviglio Vallone, che collegava il laghetto di Sant'Eustorgio con la Cerchia dei Navigli, e della Conca di Viarenna, che fu la prima conca di navigazione realizzata in Europa. Con essi fu possibile eliminare il già citato trasporto via terra dei marmi dal laghetto di Sant'Eustorgio alla Cerchia dei Navigli. La costruzione della Conca di Viarenna fu necessaria per superare il dislivello tra la Cerchia dei Navigli e laghetto di Sant'Eustorgio, che era circa di due metri.

Le imbarcazioni destinate al cantiere del Duomo, a differenza di tutte le altre che percorrevano i Navigli milanesi, riportavano la scritta Auf (lat. Ad usum fabricae, ovvero "ad uso della fabbrica", cioè destinato alla Veneranda Fabbrica del Duomo di Milano), scritta che permetteva l'esenzione dai dazi. Da "AUF" è derivato il modo di dire "a ufo", che significa "gratis", "senza pagare". A una delle estremità della Conca di Viarenna è stata ricollocata un'edicola, originariamente situata su uno dei suoi lati, che riporta il decreto ducale del 1497 inciso su una lapide di marmo di Candoglia che esentava dal pedaggio e dal dazio, con la formula Auf, i barconi destinati al trasporto dei materiali per la costruzione del Duomo.

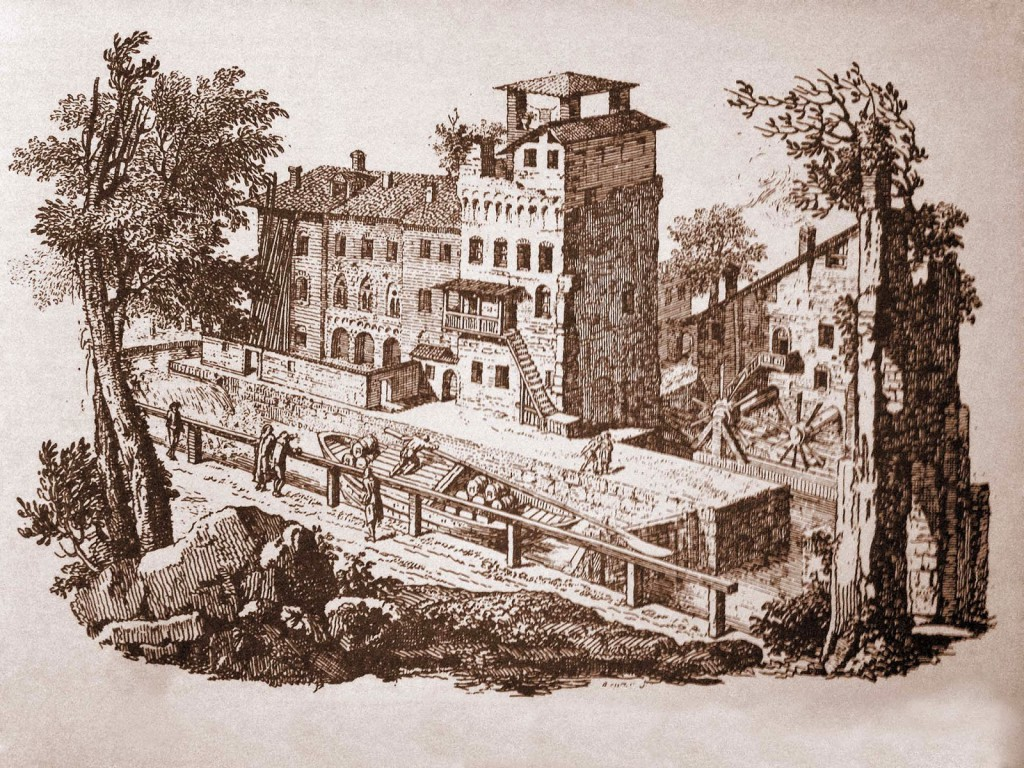
Stampa del 1792 che rappresenta la Torre dell'Imperatore e l'edificio ad essa connesso. Si trovava lungo la Cerchia dei Navigli in via Molino delle Armi angolo via della Chiusa

Leggenda vuole che lungo la Cerchia dei Navigli nord-ovest si inoltrasse la Magna, ovvero la reggia galleggiante di Filippo Maria Visconti, l'ultimo duca di questa dinastia, figlio cadetto di Gian Galeazzo. Il duca si spostava tra i castelli di Milano, Abbiategrasso, Cusago e Pavia solo per via d'acqua, sia per affari di Stato che per raggiungere le sue amanti (numerose malgrado la salute malferma e un corpo che lo sosteneva a malapena). Dapprima su percorsi incerti per rogge e canali che discendevano fino al Naviglio Grande poi, dal 1445, attraverso la Conca di Sant'Ambrogio, appositamente costruita nell'attuale via Carducci (ramo Vercellino del Castello Sforzesco), e la Conca di Viarenna.

### Il collegamento con la Martesana in epoca sforzesca
Fu infine Ludovico il Moro nel 1496 a completare verso nord, oltre il laghetto di Santo Stefano, l'ampliamento e il dragaggio della Cerchia dei Navigli, così da renderlo navigabile anche ai barconi che trasportavano merci pesanti; questa parte di Cerchia dei Navigli si sviluppava fino al laghetto di San Marco, che era collegato al Naviglio di San Marco, ovvero alla prosecuzione del Naviglio della Martesana a valle della Conca delle Gabelle, dopo la quale cambiava nome. il laghetto di San Marco, il Naviglio di San Marco, il Naviglio della Martesana e la Conca delle Gabelle furono realizzati in precedenza, nel 1469: con questi lavori venne completata la Cerchia dei Navigli navigabile (per tale opera furono fondamentali le innovazioni introdotte da Leonardo da Vinci). Da questo momento in poi fu possibile navigare senza interruzioni nel percorso dal Lago Maggiore al Lago di Como via Milano grazie al Naviglio della Martesana, canale che ha origine dal fiume Adda, corso d'acqua che è emissario proprio del Lago di Como.
Esistevano poi due bracci secondari della Cerchia dei Navigli, mai resi navigabili, che erano collegati al fossato del Castello Sforzesco completando a nord-ovest l'anello d'acqua intorno alla città: uno scendeva dal vertice settentrionale della fortificazione da via Pontaccio, dopo la quale si ricongiungeva al fossato navigabile, mentre l'altro, il cosiddetto "ramo Vercellino" (che prende il nome da Porta Vercellina, porta cittadina di Milano che si trovava lungo il suo percorso), usciva dal suo vertice meridionale lungo via Carducci, al termine della quale si ricongiungeva alla fossa navigabile. 
La parte di Cerchia dei Navigli che iniziava dalla moderna via Carducci, il cosiddetto ramo Vercellino, era anche chiamato Naviglio di San Gerolamo, mentre l'altro ramo, quello che cominciava in via Pontaccio, dopo l'interramento del fossato del Castello, che avvenne nel XVII secolo perché il suo allagamento aveva perso importanza militare, prese il nome di Naviglio Morto, visto che giunto alla fortificazione non aveva sbocchi (analogamente anche il Naviglio di San Gerolamo era "chiuso" dal successivo interramento del fossato del Castello). 
L'arco della Cerchia dei Navigli mancante a completare l'intero anello navigabile (ovvero la già citata parte nord-ovest, quella in corrispondenza del Castello Sforzesco) ebbe una storia diversa legata in qualche modo alle vicende della fortificazione, al suo fossato e alle molte trasformazioni che essa subì nei secoli. Da nord l'acqua scendeva per via Pontaccio e si incanalava con quella proveniente da rogge, fontanili e fonti che sgorgavano nell'area attorno all'attuale Arena Civica e che cingevano il castello arricchendosi con altre fonti provenienti da nord-ovest (dall'attuale quartiere del Musocco): uscivano dal castello dal vertice meridionale e, attraverso la spianata dell'attuale piazzale Cadorna, si incanalavano per via Carducci dove confluivano nel Naviglio di San Gerolamo. 
Lunga 6,5 km e larga 9 m nella sua parte navigabile, la Cerchia dei Navigli possedeva nel complesso, lungo le sue sponde, 30 bocche di derivazione che alimentavano rogge irrigue e molinatorie. Lungo il suo percorso erano infatti presenti orti e mulini. Legata a quest'ultima caratteristica, è indicativo il nome di una via della Cerchia dei Navigli: via Molino delle Armi.
Come immissario la Cerchia dei Navigli aveva quindi il laghetto di San Marco, che era originato dal Naviglio di San Marco (ovvero dall'ultimo tratto del Naviglio della Martesana, che cambiava nome in Naviglio di San Marco dopo la Conca dell'Incoronata), mentre come emissari aveva il Naviglio Vallone, che poi confluiva nella Darsena di Porta Ticinese, e un canale scolmatore che scaricava l'eventuale portata in eccesso della Cerchia dei Navigli nella Vettabbia. 
La Vettabbia, in particolare, nasce nell'omonima via dall'unione del canale Molino delle Armi (che scorre sotto la moderna via Santa Croce), del Fugone del Magistrato (che scorre sotto la moderna via Vettabbia) e del canale della Vetra (che corre interrata sotto l'isolato formato dalle due vie citate in posizione intermedia tra i canali menzionati). 
Il canale della Vetra, che passa sotto l'omonima piazza, aveva origine dalla Cerchia dei Navigli all'altezza della piazza della Resistenza Partigiana e percorreva verso est via Gian Giacomo Mora, via Urbano III, piazza Vetra per poi unirsi, come già accennato al Fugone del Magistrato e al canale Molino delle Armi per dare origine alla Vettabbia.

### La cerchia dei navigli agli inizi del Novecento

La Cerchia dei Navigli in via Molino delle Armi, all'altezza di via Vettabbia, nel 1925
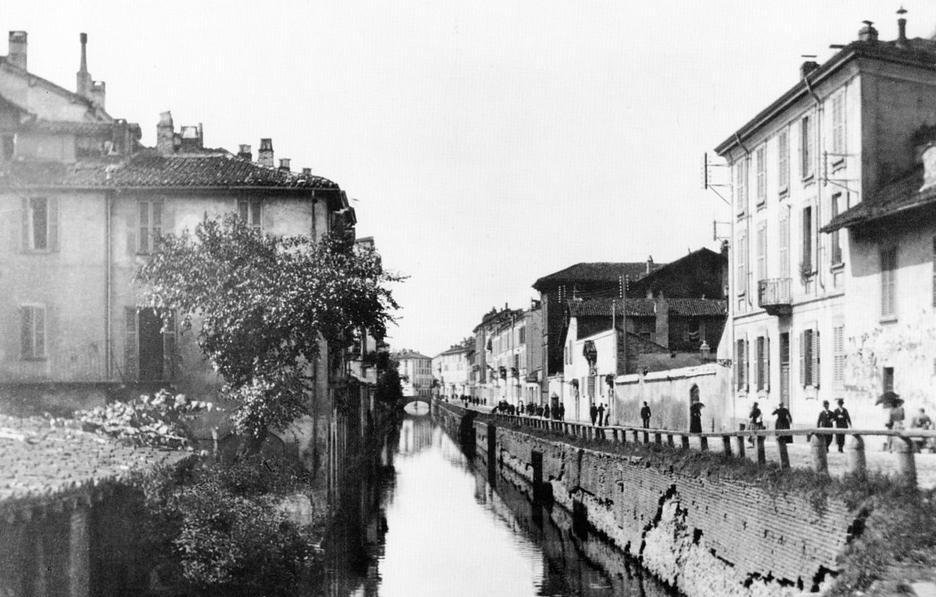
Il Naviglio di San Gerolamo, ovvero la parte della Cerchia dei Navigli che scendeva dal vertice meridionale del Castello Sforzesco, lungo via Carducci
Il ponte che scavalcava la Cerchia dei Navigli in via De Amicis, all'altezza di via Cesare Correnti e corso Genova
Pescatori in via Senato lungo la Cerchia dei Navigli (1910)
Il ponticello dei poveri, che sorgeva lungo la Cerchia dei Navigli. In corrispondenza del vicolo che si intravede sulla destra, era situata la Pusterla del Bottonuto
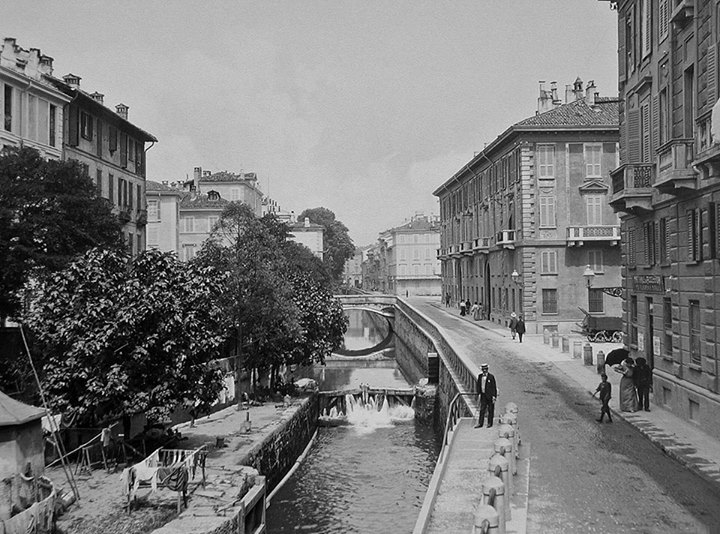
La Cerchia dei Navigli in via Senato, in una fotografia di inizio XX secolo
Il ponte delle Sirenette quando si trovava ancora in via Visconti di Modrone, lungo la Cerchia dei Navigli. Con l'interramento di quest'ultima, è stato spostato all'interno di Parco Sempione
La Cerchia dei Navigli in via Molino delle Armi angolo Corso Italia
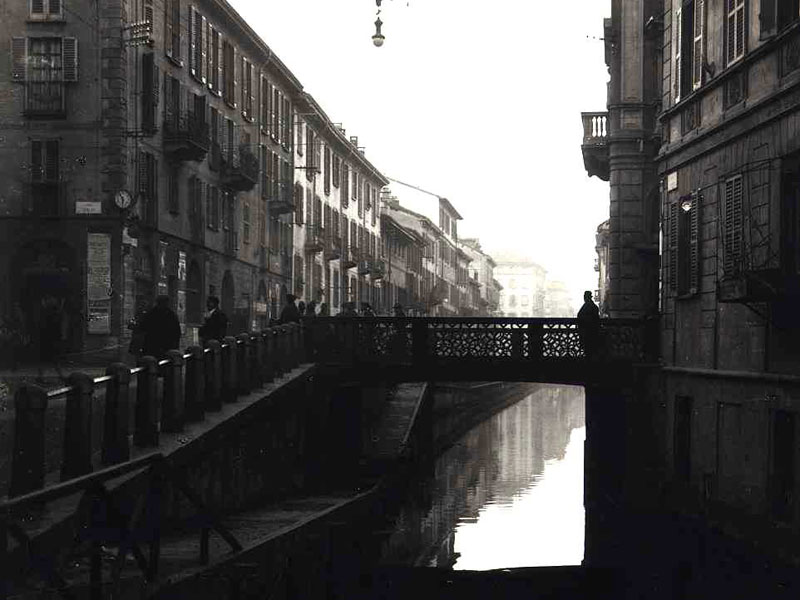
La Cerchia dei Navigli all'altezza di Corso Italia, tra via Molino delle Armi e via Santa Sofia, intorno all'anno 1900

### Il suo interramento

Il Naviglio di San Gerolamo e il ponte dei Fabbri, che collegava le moderne via Cesare Correnti e corso Genova intersecando via Carducci, nel 1890, poco prima dell'interramento

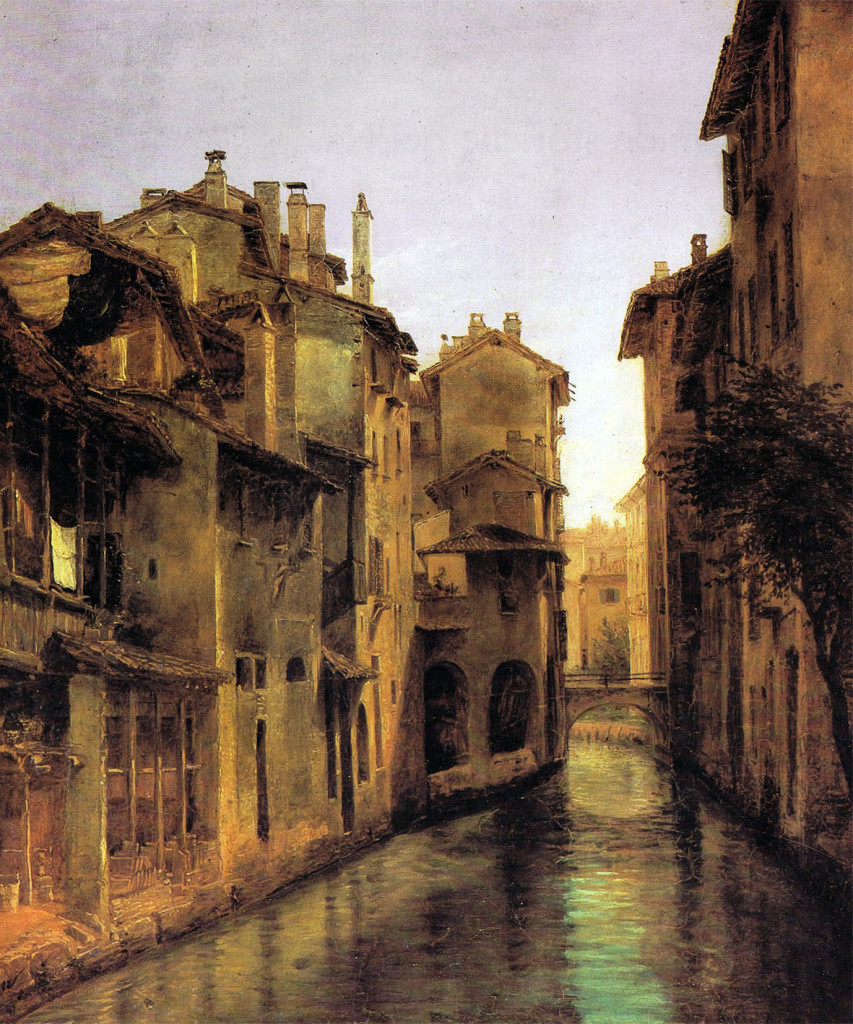
Il Naviglio Morto su un dipinto di Giuseppe Bernardino Bison. Al centro si riconosce il ponticello Beatrice

Le mura medievali sono state sostituite dai bastioni spagnoli di Milano, che sono stati costruiti dal 1548 al 1562, mentre la Cerchia dei Navigli è stata completamente interrata tra il 1929 e il 1930. 
Attualmente il Naviglio della Martesana raggiunge i bastioni di Porta Nuova dove cambia bruscamente direzione verso sud-est mutando nome in Cavo Redefossi. Prima dell'interramento della Cerchia dei Navigli il Cavo Redefossi rappresentava solamente un canale scolmatore del Naviglio della Martesana, che scaricava infatti gran parte della sua portata nella Cerchia dei Navigli. 
Nel passato il Naviglio della Martesana proseguiva il suo percorso cittadino, ora interrato all'incontro con Via Melchiorre Gioia, verso sud-ovest superando Porta Nuova, sottopassando prima le mura spagnole, poi il ponte delle Gabelle e infine incontrando la Conca dell'Incoronata, dopo la quale cambiava nome in Naviglio di San Marco. Poco dopo, quest'ultimo, dava origine al laghetto di San Marco, che si immetteva nella Cerchia dei Navigli attraverso la Conca di San Marco. 
Il Naviglio e il laghetto di San Marco, il Naviglio Vallone e il tratto del Naviglio della Martesana da Porta Nuova alla Conca dell'Incoronata sono stati completamente interrati contestualmente agli analoghi lavori di chiusura della Cerchia dei Navigli, ovvero tra il 1929 e il 1930. 
Invece, il Naviglio Morto e il Naviglio di San Gerolamo, ovvero i due rami della Cerchia dei Navigli che dipartivano dal Castello Sforzesco, furono interrati in precedenza, tra il 1894 e il 1895, visti i problemi igienici causati dall'acqua stagnante (entrambi, come già accennato, non avevano sbocchi, dato che il fossato del castello, loro originaria destinazione, venne interrato nel XVII secolo). Il laghetto di Santo Stefano fu interrato per motivi igienici, data l'acqua stagnante, nel 1857.

I lavori di copertura della Cerchia dei Navigli in via Francesco Sforza

Il primo documento ufficiale a parlare dell'interramento della Cerchia dei Navigli è stato il Piano Beruto, primo piano regolatore generale di Milano, che è stato approvato nel 1884: ci vollero quasi cinque decenni perché si avviassero i lavori che però, una volta iniziati, marciarono speditamente. La città ne giovò in ammodernamento, ma cambiò completamente fisionomia e perse il suo volto di "città d'acqua". 
Da Luca Beltrami a Riccardo Bacchelli a Empio Malara, molti commentatori sostennero che il cambiamento e l'adeguamento alle esigenze di mobilità e di sviluppo si sarebbero potute ottenere senza perdere una delle caratteristiche peculiari della città. Di diverso avviso erano Alessandro Manzoni e Filippo Turati, che definirono la Cerchia dei Navigli, rispettivamente, «onda impura» e «gorgo viscido chiazzato e putrido» (Manzoni però non visse la discussione sul loro interramento, visto che morì nel 1873). Stendhal, che soggiornò a Milano per sette anni a inizio XIX secolo, definì la Cerchia dei Navigli, con accezione positiva, «canali-boulevard», richiamando in questo modo i celebri viali parigini. 
Il 3 marzo 1928 venne chiesto al Ministero dei lavori pubblici, con esito positivo, il permesso per interrare la Cerchia dei Navigli e i canali connessi, ovvero il tratto del Naviglio della Martesana da Porta Nuova alla Conca dell'Incoronata, il Naviglio di San Marco, il Naviglio Vallone e il laghetto di San Marco. La decisione era motivata da nuove necessità viabilistiche e motivi igienici causati dagli scarichi abusivi degli immobili costeggianti i canali, che finivano nella Cerchia dei Navigli anziché nella rete fognaria. 

Lavori di interramento della Cerchia dei Navigli alla Conca di via Senato

La copertura di questi Navigli avvenne tra il 1929 e il 1930: con la loro scomparsa si creò un anello di strade che ne prese il posto e il nome: la "Cerchia dei Navigli" stradale. Con la scomparsa della Cerchia dei Navigli acquea, sparirono anche gli ultimi mulini ad acqua che sorgevano lungo le sue sponde.
La spesa da parte del Comune per l'interramento della Cerchia dei Navigli e dei canali connessi fu di oltre 27 milioni di lire del tempo. Marcello Visconti di Modrone, podestà di Milano, risparmiò sulle spese di miglioria, riducendole del 18%.

## La Cerchia dei Navigli stradale
La Cerchia dei Navigli stradale, snodandosi dalla stazione ferroviaria di Cadorna, che è nei pressi di piazza Castello, per le vie Pontaccio, San Marco, Fatebenefrarelli, piazza Cavour, Senato, San Damiano, Visconti di Modrone, Francesco Sforza, Santa Sofia, Molino delle Armi, Edmondo de Amicis e Giosuè Carducci per ritrovarsi di nuovo a fianco della stazione ferroviaria di Cadorna, questa volta dalla parte della piazza omonima, divenne la circonvallazione più interna di Milano, benché già all'epoca venisse definito "cappio al collo", anziché "anello stradale", per via del suo brevissimo raggio, che portava il traffico automobilistico nel centro della città.

In realtà l'antico percorso navigabile non coincideva in tutto e per tutto con quello stradale, ma aveva un tracciato che a differenza di quest'ultimo passava da Porta Nuova, attraversava la Conca delle Gabelle, la conca di San Marco, nonché il laghetto e la via omonimi; poi raggiungeva, all'inizio di via Fatebenefratelli, il canale che circumnavigava la città in senso orario (acque discendenti) fino a via De Amicis; da qui, il Naviglio del Vallone piegava all'esterno (ansa verso sinistra) e discendeva, attraverso la Conca di Viarenna, fino alla Darsena di Porta Ticinese per raggiungere i Navigli Grande e Pavese.

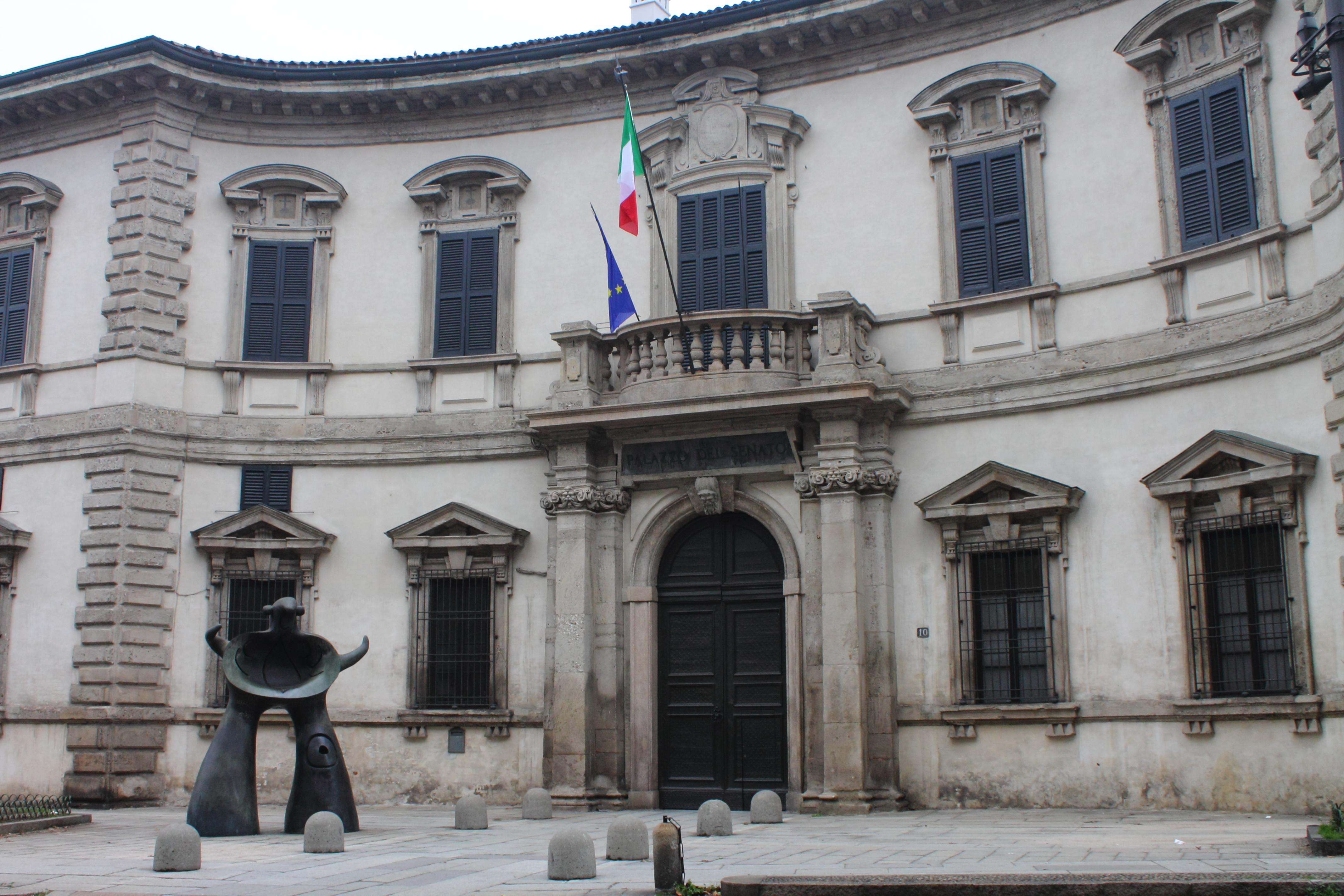
Il Palazzo del Senato, oggi sede dell'Archivio di Stato di Milano e un tempo ospitante il Senato della città meneghina, che si trova in via Senato, lungo la Cerchia dei Navigli stradale

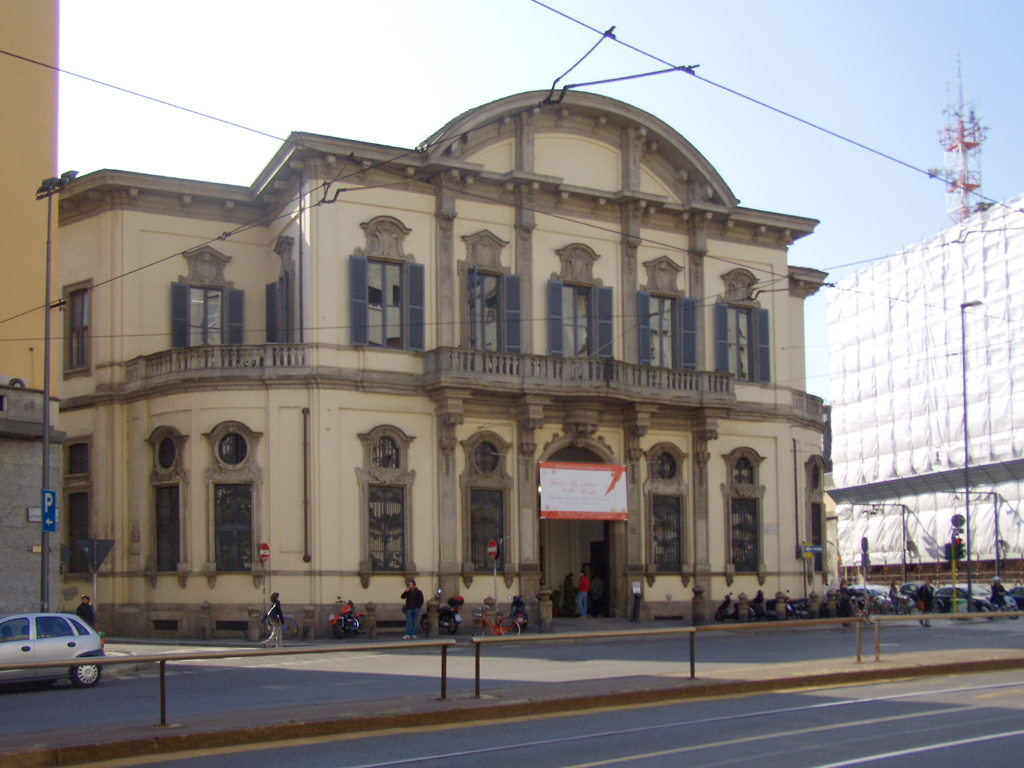
Palazzo Sormani, che ospita la biblioteca comunale centrale di Milano. Si trova lungo la Cerchia dei Navigli, in via Francesco Sforza

Con il termine "Cerchia dei Navigli" oggi ci si riferisce a un anello di strade che circondano il centro di Milano il cui percorso coincide in larga parte con quello del Naviglio Interno. L'area di Milano all'interno della cerchia, che corrisponde al centro storico medievale della città, è di 2,97 km².
Le vie della Milano moderna che fanno parte della Cerchia dei Navigli stradale sono:
- via Giosuè Carducci
- via Edmondo De Amicis
- via Molino delle Armi
- via Santa Sofia
- via Francesco Sforza
- via Uberto Visconti di Modrone
- via San Damiano
- via Senato
- via Fatebenefratelli
- via Pontaccio
- via Tivoli
- piazza Castello

## Il progetto di riapertura
La facoltà di architettura del Politecnico di Milano ha condotto, dal 2008 al 2010, degli studi relativi alla possibilità di ripristinare la Cerchia dei Navigli e dei canali connessi. Il professore Roberto Biscardini e l'architetto Andrea Cassone hanno riportato questi studi nella pubblicazione "Riaprire i Navigli si può", edito dalla casa editrice Biblion Edizioni, Milano, 2012. 
Il progetto si pone l'obiettivo di riaprire la Cerchia dei Navigli e dei canali connessi, ripristinando l'antica connessione tra il Naviglio della Martesana, da Cassina de' Pomm, nel punto in cui questo canale oggi si infossa sotto via Melchiorre Gioia, e il Naviglio Vallone, che sfocerebbe nuovamente nella Darsena di Porta Ticinese.
Questo progetto prevede la realizzazione di un nuovo canale, lungo via Melchiorre Gioia e lungo l'anello stradale della Cerchia dei Navigli, di otto chilometri da realizzare prevalentemente in corrispondenza dell'antico alveo, per garantire il ripristino della continuità idraulica della rete dei Navigli milanesi. 
L'idea generale del progetto è stata proposta al pubblico per la prima volta nella sua complessità in coincidenza con la presentazione del volume "Riaprire il Naviglio si può" il 15 marzo 2012 a Milano alla presenza dell'allora sindaco Giuliano Pisapia.
Il progetto è stato ulteriormente illustrato in molti incontri pubblici e in particolare durante una serie di convegni che si sono tenuti il 20 ottobre 2012 al Teatro Puccini di Milano con il titolo "Riaprire i Navigli. Un grande progetto per Milano, la Lombardia e i suoi paesaggi”, il 15 giugno 2013 presso la sala Alessi di Palazzo Marino con il titolo “Rifacciamo Milano con l'acqua” e l'8 febbraio 2014 a Palazzo Morando nell'ambito della mostra di Arnaldo Chierichetti con il titolo: "L'immagine dei Navigli tra passato e futuro". 
Secondo lo studio di Biscardini e Cassone il Naviglio della Martesana da Cassina de' Pomm dovrebbe proseguire lungo via Melchiorre Gioia, attraversare i Bastioni di Porta Volta e proseguire verso le vie San Marco, Fatebenefratelli, Senato, San Damiano, Visconti di Modrone, Francesco Sforza, Santa Sofia, Molino delle Armi, Edmondo De Amicis, Conca del Naviglio fino alla Darsena di Porta Ticinese. Sarebbero salvaguardati gli attuali attraversamenti stradali veicolari ed altri pedonali potrebbero essere realizzati.
A intervalli di tempo regolari si riparla di una possibile riapertura concreta dei Navigli: l'ultima proposta è avvenuta in occasione dei preparativi per l'Expo 2015, che è stato ospitato da Milano.
Per quanto riguarda la riapertura della Cerchia dei Navigli e dei canali collegati, il 12 e il 13 giugno 2011 i milanesi sono stati chiamati alle urne per un referendum consultivo, svoltosi contestualmente ad altri quattro referendum consultivi comunali e ai quattro referendum abrogativi nazionali: il responso delle urne è stato, per il referendum sul ripristino dei Navigli, nettamente favorevole alla loro riapertura, con una percentuale del 94,32%. 
Il 5 ottobre 2017 il consiglio comunale di Milano ha deliberato l'organizzazione di un nuovo referendum consultivo sulla riapertura della Cerchia dei Navigli e dei canali connessi da tenere insieme alle elezioni politiche del 4 marzo 2018 ma il governo non lo ha autorizzato in quella data e quindi il consiglio comunale, per non incorrere in notevoli spese, ha deciso di sostituirlo con una consultazione pubblica su un progetto preliminare di apertura di una parte del tracciato, costituita da 5 tratte per un importo stimato di 150 milioni di euro, rimandando il resto della apertura a una fase successiva per ulteriori 350 milioni circa.. Le 5 tratte, lunghe complessivamente 2 km sui 7,7 complessivi, sono:
- A via Melchiorre Gioia da Cascina de' Pomm a via Carissimi (850 m)
- B Conca dell'Incoronata (230 m)
- C via Francesco Sforza (410 m)
- D piazza Vetra e via Molino delle Armi (300 m)
- E Conca di Viarenna (260 m).

Saranno collegate da un tubo sotterraneo per portare l'acqua alle varie tratte.
La consultazione si è svolta tra giugno e settembre 2018 sul progetto di fattibilità tecnico ed economica inerente alla “Connessione idraulica Naviglio Martesana – Darsena e la riapertura di cinque tratti dei Navigli Milanesi”, elaborato da MM Spa nel novembre 2017. Il cronoprogramma prevede di appaltare l'opera nel 2019 e iniziare i lavori nel 2020. L'opera dovrebbe essere inserita nel Piano Triennale delle Opere Pubbliche del Comune di Milano allegato al bilancio preventivo del 2019 che il consiglio comunale deve approvare entro il marzo 2019.